# Aéroport Radin-Inten-II
L'Aéroport Radin Inten II (code IATA : TKG • code OACI : WILL) est un aéroport desservant la ville de Bandar Lampung à Lampung, en Indonésie, sur l'île de Sumatra. Il doit son nom à Radin Inten II, le dernier Sultan de Lampung.
L'aéroport est géré par PT. Angkasa Pura II (Persero) depuis sa rénovation.

## Situation
| Banda Aceh Denpasar Pangkal · Pinang Tanjung · Pandan Djakarta-Soekarno-Hatta Bengkulu Solo Semarang Pangkalan · Bun Palangkaraya Sampit Palu Djakarta-Halim Perdanakusuma Samarinda Malang Surabaya Balikpapan Ende Kupang Komodo Gorontalo Jambi Bandar Lampung Ambon Tarakan Ternate Manado Gunung · Sitoli Medan Wamena Biak Merauke Timika Jayapura Pekanbaru Batam Tanjung · Pinang Bau-Bau Banjarmasin Makassar Palembang Bandung Pontianak Ketapang Bima Lombok Manokwari Sorong Padang Yogyakarta |

## Compagnies aériennes et destinations

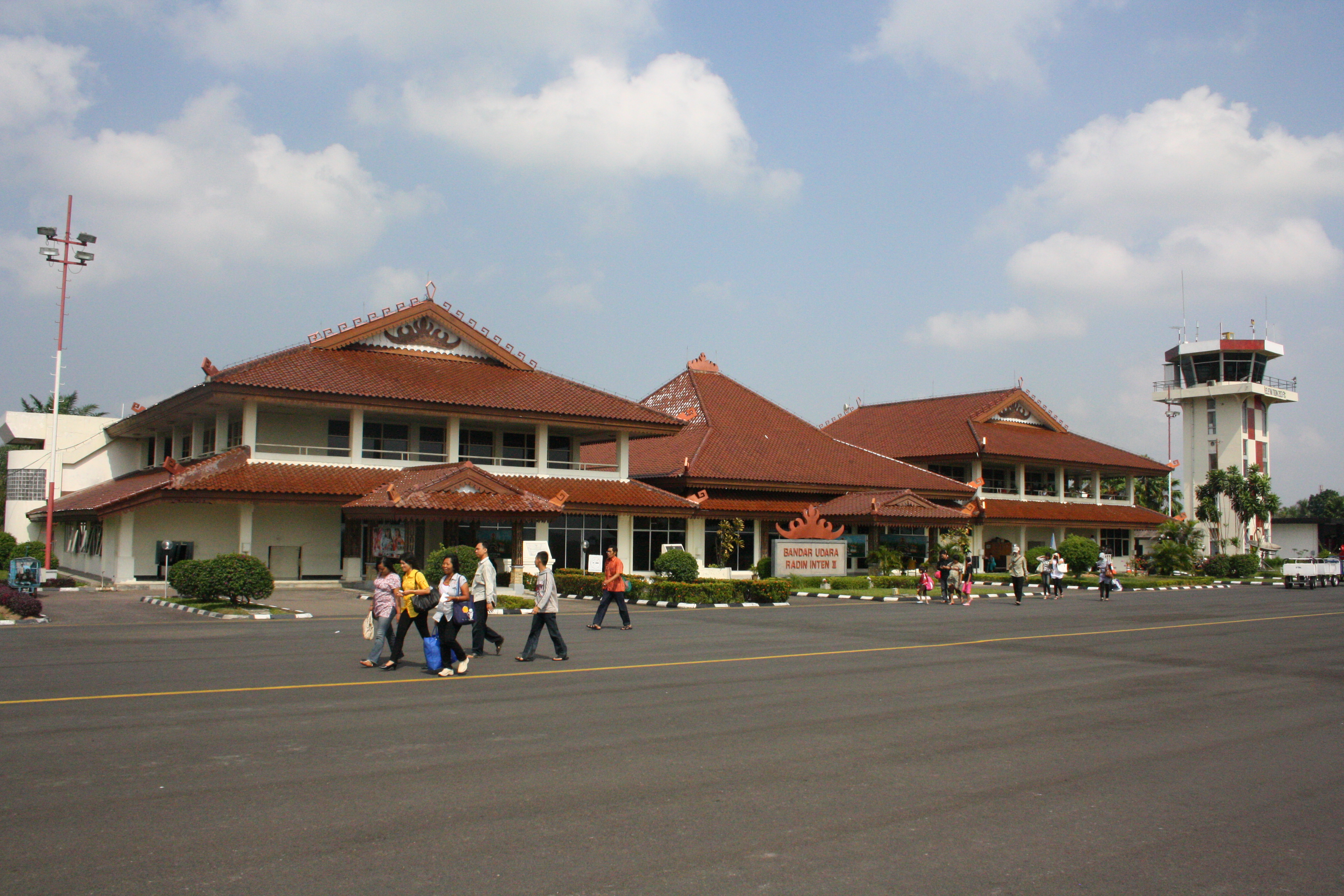
L'ancienne aérogare

| Compagnies                         | Destinations |
| ---------------------------------- | --- |
| Batik Air                          | Jakarta-Halim-Perdanakusuma, Djakarta-S.-Hatta                                                                              |
| Garuda Indonesia                   | Batam-Hang Nadim, Djakarta-S.-Hatta                                                                                         |
| Garuda Indonesia opéré par Explore | Palembang-M. Badaruddin II                                                                                                  |
| Lion Air                           | Batam-Hang Nadim, Djakarta-S.-Hatta, Surabaya-Juanda                                                                        |
| NAM Air                            | Djakarta-S.-Hatta |
| Sriwijaya Air                      | Batam-Hang Nadim, Djakarta-S.-Hatta, Surabaya-Juanda, Yogyakarta                                                            |
| Wings Air                          | Bandung-H.-Sastranegara, Padangkemiling-Fatmawati Soekarno, Palembang-M. Badaruddin II, Jambi-Sultan Thaha, Solo-Adisumarmo |

Édité le 14/04/2018